# James Cardno
James Farquhar Cardno (Fraserburgh, 25 de mayo de 1912-Leeds, 15 de mayo de 1975) fue un deportista británico que compitió en bobsleigh. Participó en los Juegos Olímpicos de Garmisch-Partenkirchen 1936, obteniendo una medalla de bronce en la prueba cuádruple.

## Palmarés internacional
| Juegos Olímpicos | Juegos Olímpicos                  | Juegos Olímpicos  | Juegos Olímpicos |
| Año              | Lugar                             | Medalla           | Prueba           |
| ---------------- | --------------------------------- | ----------------- | ---------------- |
| 1936             | Garmisch-Partenkirchen (Alemania) | Medalla de bronce | Cuádruple        |